# William "Old Bill" Williams
William Sherley Williams, meglio noto come "Old Bill" (contea di Polk, 3 gennaio 1787 – Colorado, 14 marzo 1849), è stato un esploratore statunitense, oltre che trapper e mountain man..
Conosciuto come Lone Elk dai nativi americani, svolse compiti di interprete per il governo di Washington grazie alla sua conoscenza del linguaggio delle varie tribù che frequentava abitualmente e prestò servizio come guida in diverse spedizioni esplorative nel West americano. Trovò la morte in uno scontro con guerrieri Ute nella zona montuosa sud occidentale dell'odierno Stato del Colorado.

## Biografia

### Primi anni
William Sherley Williams nacque il 3 gennaio 1787 a Horse Creek (Contea di Polk), nell'estremo nord-ovest della Carolina del Nord, da una famiglia di origine gallese. Quarto di nove figli, William ebbe dalla madre, persona dotata di un buon livello di istruzione, un'ottima educazione ed egli manifestò i suoi interessi per la letteratura e la religione, ma soprattutto mostrò una particolare predisposizione all'apprendimento delle lingue.
Nel 1794 la famiglia Williams si stabilì in una fattoria in quello che è oggi lo Stato del Missouri e qui il giovane Bill apprese i metodi di caccia e perfezionò la capacità di orientamento che lo avrebbero reso famoso in seguito.
A diciassette anni lasciò la casa paterna per diventare un predicatore itinerante battista per poi passare, dopo qualche anno, alla vita avventurosa del trapper dedicandosi alla caccia agli animali da pelliccia sulle Montagne Rocciose. 

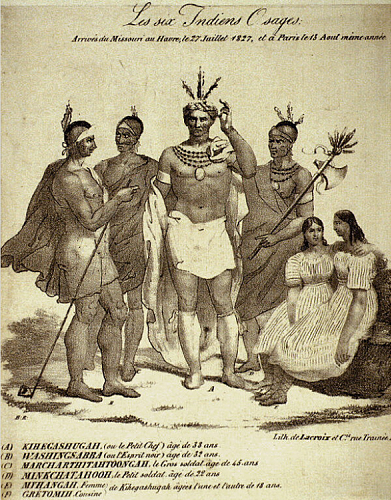
Gruppo di sei indiani Osage stampa di Pierre Lacroix (1827)

Durante questo suo girovagare, non ancora ventenne, venne in contatto con gli indiani Osage che erano stanziati in un'ampia vallata alla confluenza dei fiumi Missouri e Mississippi e ne apprese tanto bene il linguaggio da compilare un dizionario della loro lingua e una raccolta di frasi. Entrambi questi lavori furono in seguito pubblicati in volume sotto il titolo Osage First Lines of Writing che si rivelò strumento utilissimo per chiunque volesse stabilire relazioni con quel popolo di nativi. Inoltre, come naturale conseguenza della sua attività di predicatore, egli tradusse anche gran parte della Bibbia e una serie di sermoni a beneficio degli Osage.
Bill Williams si sentì talmente attratto dal modo di vivere di questi nativi che ne assunse spontaneamente i comportamenti, ne condivise la vita e di fatto divenne un indiano dalla pelle bianca. Nel 1813 sposò una donna di quella tribù, dalla quale ebbe due figlie, e il legame con quel popolo si protrasse per oltre venti anni.

### Trapper e mountain man
Non è dato sapere quale sia stato il motivo che spinse Bill Williams ad abbandonare la vita da predicatore errante per diventare un free trapper. Quello che è certo è che Bill divenne subito una figura nota e rispettata tra gli uomini di montagna che per esaltarne l'abilità come cacciatore dicevano «... il suo fucile schioccava senza sosta allegramente e non lo faceva mai invano». Aveva forza e vigore eccezionali che gli consentirono di affrontare e superare le sfide che un ambiente ostile proponeva continuamente. Di lui Albert Pike ci ha lasciato un ritratto accurato «Come prototipo del vero trapper, Bill Williams è sicuramente il primo. È un uomo alto circa un metro e ottanta, scarno e con i capelli rossi, con un viso duro, profondamente segnato dalle intemperie e dal vaiolo. È tutto muscoli e nervi ed è il cacciatore di pellicce più infaticabile del mondo ... un uomo originale, scaltro, acuto e tutt'altro che analfabeta... ».
Bill si muoveva con leggerezza e rapidità su impervi sentieri di montagna e, da perfetto montanaro, si arrampicava senza fatica malgrado la pesante attrezzatura che era costretto a portare sulle spalle. A tal proposito sempre Pike annota «Niente lo stanca, nemmeno correre tutto il giorno con sei trappole sulla schiena … e tutta la sua ambizione è quella di uccidere più cervi e catturare più castori di chiunque altro intorno a lui». Bill Williams, insomma, era fatto per la vita libera e senza condizionamenti del trapper ed egli portò avanti questa sua attività con passione, interrompendola solo nei periodi in cui fu chiamato ad assolvere incarichi di guida e di esploratore. Durante gli anni passati sulle montagne e nel territorio del Green River in Wyoming conobbe e collaborò con altri trapper famosi, come Jim Bridger, William H. Ashley, Thomas Fitzpatrick, Kit Carson e Jedediah Smith.

### Interprete e scout
Grazie alla padronanza di diverse lingue indiane, Bill fu spesso coinvolto come interprete per aiutare a negoziare trattati con i capi delle varie tribù. Fu interprete nel trattato siglato nel 1825 tra gli Osage e il governo federale e, in quello stesso anno, svolse funzione di interprete oltre che di guida, nella spedizione di George Sibley che doveva effettuare rilievi topografici sulla pista commerciale che portava da Fort Osage (Missouri) a Santa Fe (Nuovo Messico), pista nota come Santa Fe Trail.
Nel 1833 Bill Williams prese parte alla spedizione di Joseph R. Walker che aveva il compito di esplorare il Gran Lago Salato e trovare una rotta via terra verso la California. Come membro di quella spedizione, probabilmente egli è stato uno dei primi americani a vedere la Yosemite Valley senza tuttavia entrarvi.

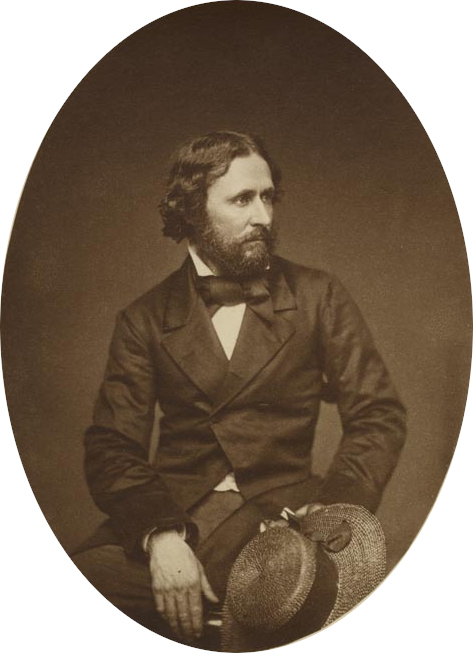
John Charles Fremont

Successivamente fu una delle guide nella spedizione cartografica di John C. Frémont del 1845 che partì da Saint Louis per ispezionare le Montagne Rocciose centrali, la regione del Gran Lago Salato e parte della Sierra Nevada. In quella occasione rivide il suo amico Kit Carson con il quale, cinque anni prima, aveva condiviso una lunga e proficua stagione di caccia nella regione del Green River.
A novembre del 1848 si unì come guida alla quarta spedizione di Frémont a El Pueblo in Colorado. La spedizione aveva lo scopo di individuare il percorso di una linea ferroviaria tra le montagne verso la California. Sebbene Frémont rispettasse molto Williams, ignorò il consiglio dello scout che lo esortò a seguire un percorso diverso a causa dell'inverno eccezionalmente rigido e, invece, condusse il suo gruppo verso le sorgenti del Rio Grande dove dieci uomini della spedizione e parecchi muli morirono di freddo e di fame. Quando i superstiti della spedizione alla fine tornarono a Taos, in maniera del tutto inaspettata Frémont scaricò su Bill Williams la colpa di quel disastro accusandolo di incompetenza, di deliberato tradimento e perfino di cannibalismo.

### La morte
Agli inizi di marzo del 1849, Williams e il medico della spedizione, Benjamin J. Kern, partirono da Taos accompagnati da alcuni messicani e si diressero a La Garita Mountains (Colorado) nella zona dove gran parte dell'attrezzatura del medico e i suoi diari erano stati abbandonati. Sulla via del ritorno, Williams e Kern furono attaccati e uccisi da un gruppo di indiani Ute, probabilmente come ritorsione per le perdite da essi subite in uno scontro con un contingente di cavalleggeri americani.
Negli ultimi anni, la vita di Bill Williams imboccò una parabola discendente. Era sporco in maniera ripugnante, aveva barba lunga, capelli arruffati che gli scendevano sulle spalle e sopracciglia cespugliose. Ricoperto di pelli, incuteva timore perché assomigliava più a un grosso animale che a un essere umano. Al riguardo, lo storico Michael Snyder osserva che la reputazione di Williams, decano dei free trappers, andò scemando con il passare degli anni. Egli scrive «Il vecchio Bill è degenerato man mano che invecchiava, diventando sempre più ubriaco e disonorevole». Inoltre per alcune sue azioni sconsiderate era diventato inviso anche a quegli stessi indiani che, anni prima, lo avevano accolto in maniera amichevole nei loro accampamenti.
Quando morì Bill Williams aveva 62 anni. Non è mai stata trovata alcuna documentazione affidabile che indichi che il suo corpo sia stato recuperato, né si conosce con certezza il luogo della sua sepoltura.

## Luoghi e monumenti a lui dedicati

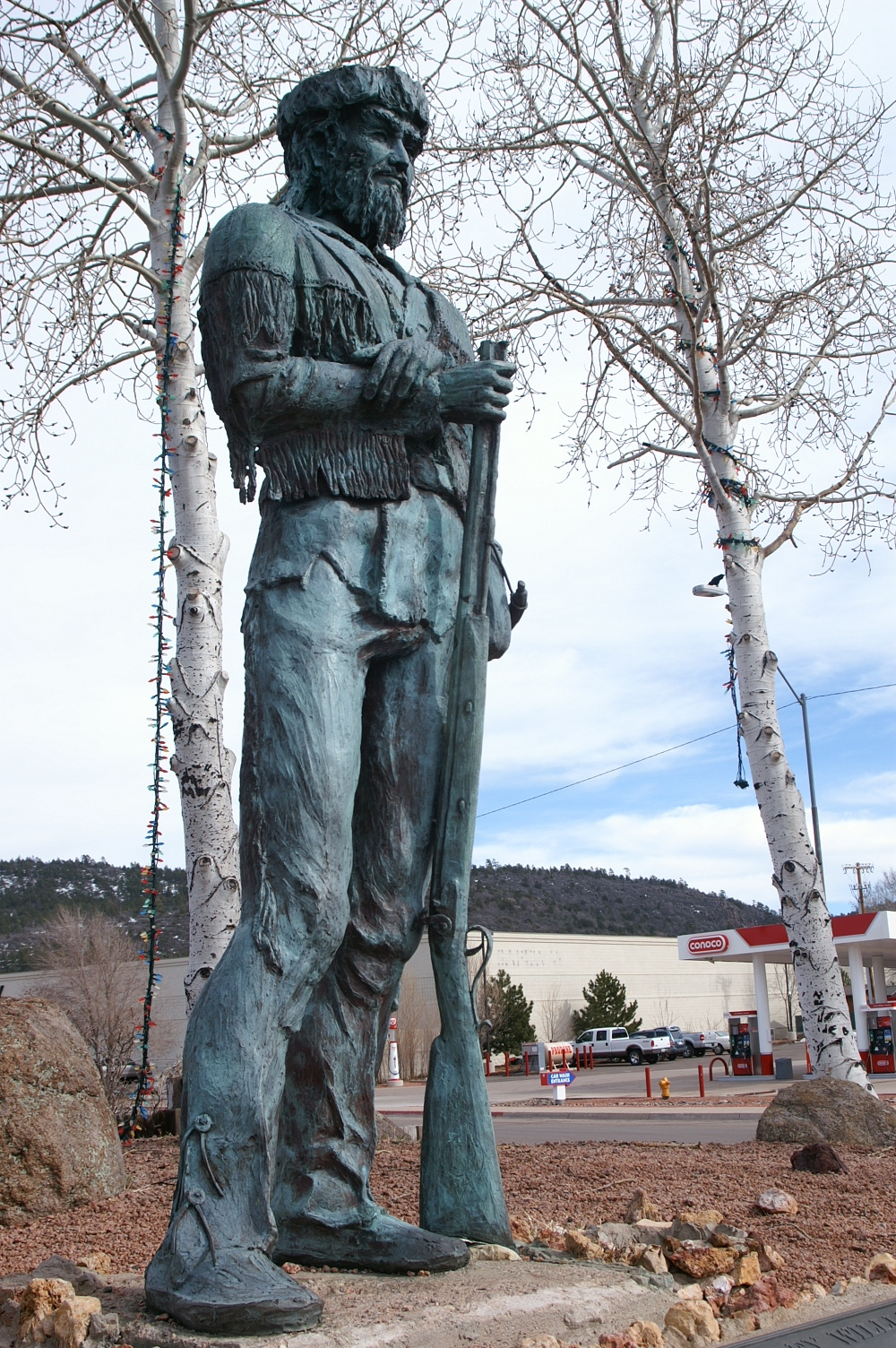
La statua in bronzo del trapper a Williams (Arizona)

Negli Stati Uniti, il nome di Bill Williams è ricordato in vari modi. La città di Williams, in Arizona, deriva il suo nome dal famoso trapper e, nel Bill Williams Monument Park della città, il vecchio Bill è raffigurato in una statua di bronzo alta circa 2,5 metri e pesante 450 chili, realizzata dallo scultore Billy R. Pettit nel 1980.
Quella stessa città è anche sede dei Bill Williams Mountain Men, un'associazione fondata nel 1953 che riunisce persone di varia estrazione sociale che hanno lo scopo di riproporre lo stile di vita dei cacciatori di pellicce del XIX secolo. Ogni primavera, durante il loro Rendezvous Ride, essi percorrono a cavallo le antiche piste utilizzate dai trapper e, come loro, dormono sotto le stelle per rievocarne la vita avventurosa e perpetuarne il ricordo.
Sempre in Arizona portano il suo nome il fiume Bill Williams River e la montagna Bill Williams Mountain. In Colorado lo ricordano i monti Williams Mountains e Bill Williams Peak, mentre il Williams Fork River è un piccolo corso d'acqua affluente del fiume Colorado.